# Fingerstrauch
Der Fingerstrauch (Potentilla fruticosa L, Syn.: Dasiphora fruticosa (L.) Rydb.), auch Strauch-Fingerkraut genannt, ist eine Pflanzenart aus der Gattung Potentilla. Bei manchen Autoren wird sie aber auch in die Gattung Dasiphora gestellt.

## Beschreibung

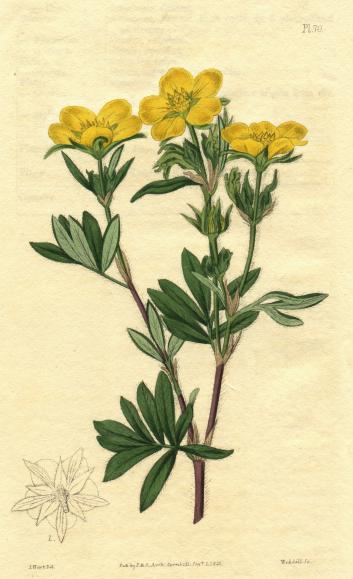
Illustration (Kelch und Nebenkelch sind gesondert dargestellt)

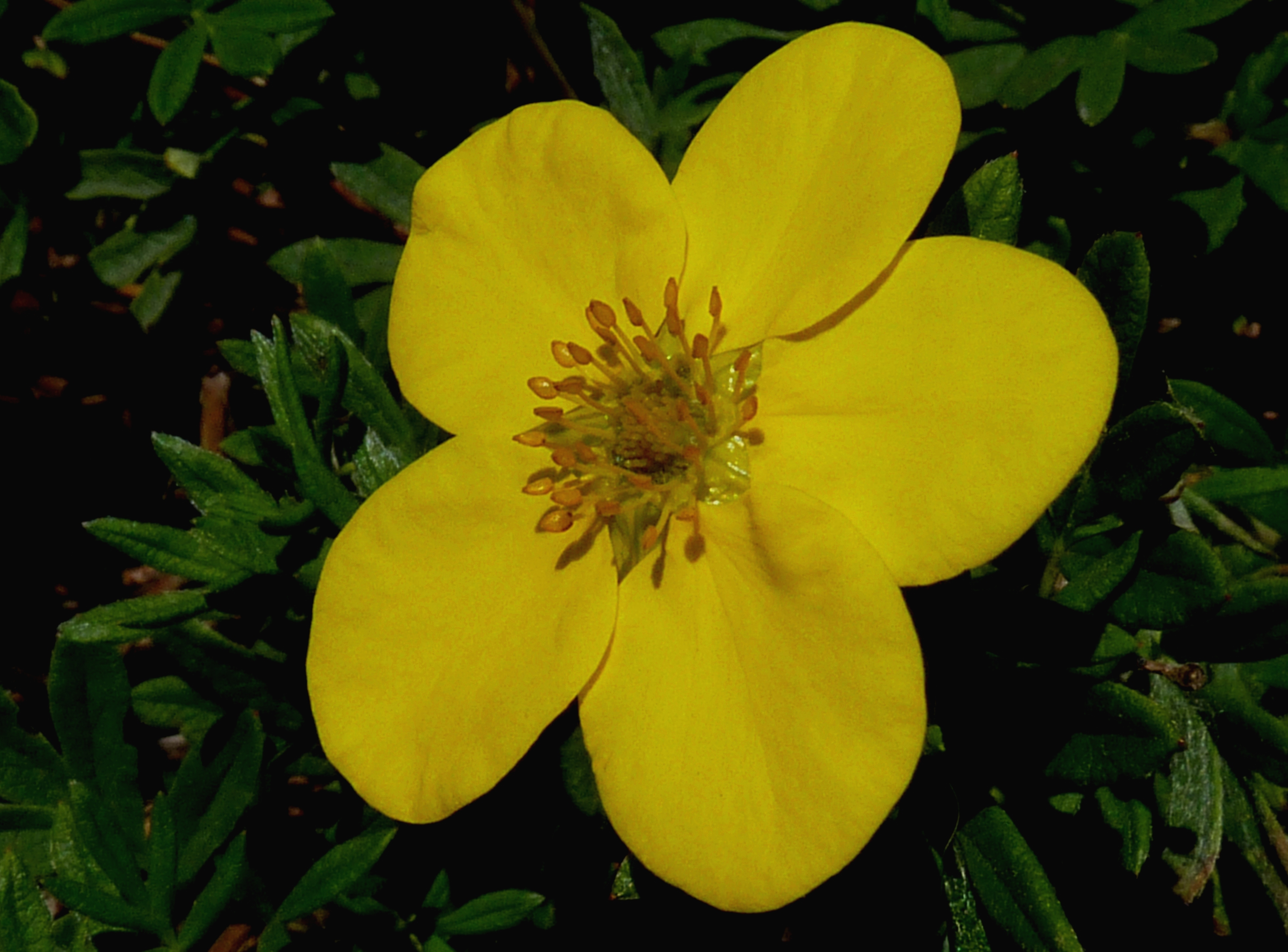
Radiärsymmetrische, fünfzählige Blüte im Detail

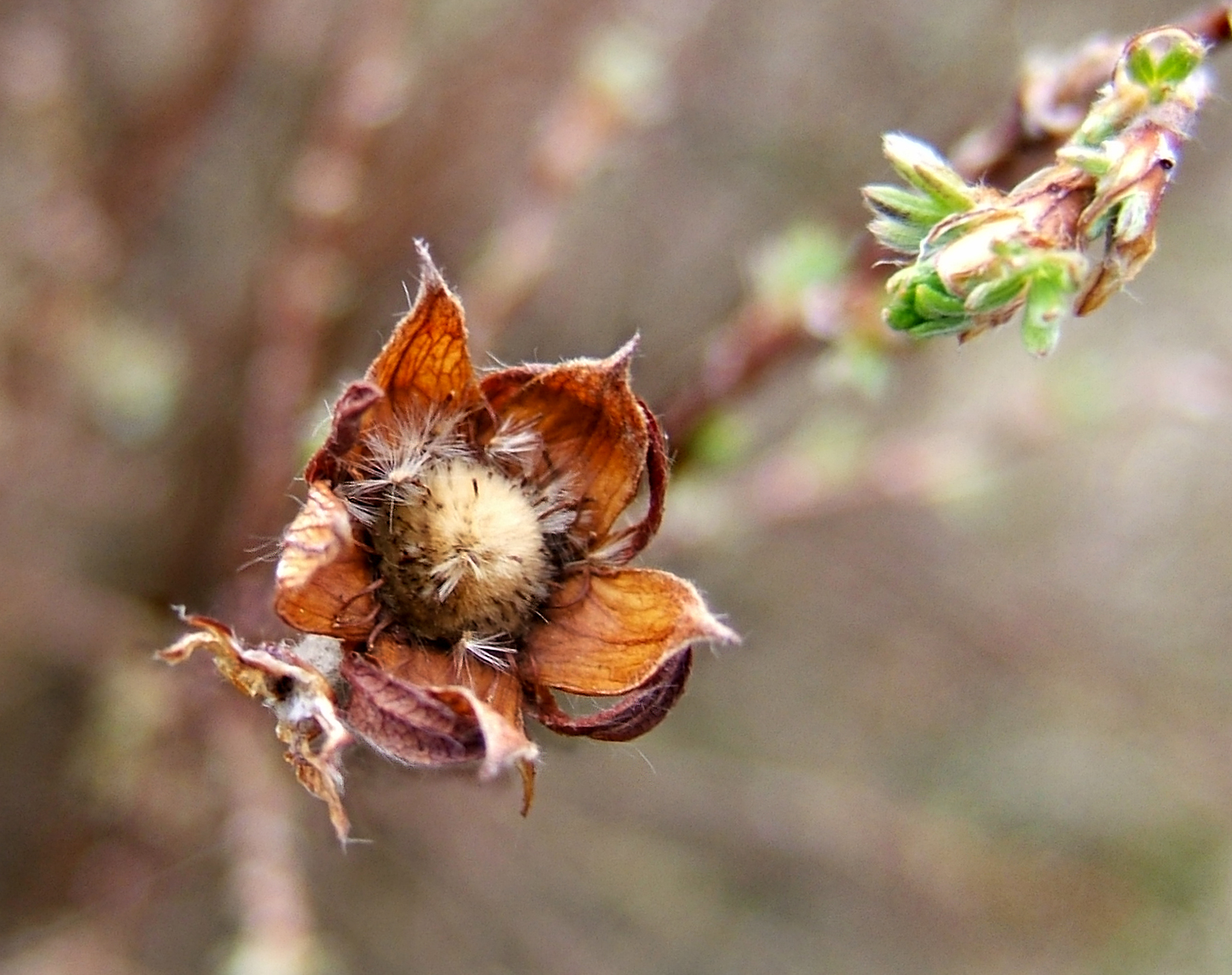
Reife Früchte

### Vegetative Merkmale
Der Fingerstrauch ist ein aufrechter Strauch, der Wuchshöhen von 20 bis 100 Zentimetern erreicht. Die Rinde ist braunrot und blättert in langen Fetzen ab.
Die wechselständig angeordneten Laubblätter sind in einen kurzen Blattstiel und eine Blattspreite gegliedert. Die derbe Blattspreite ist drei- bis fünfteilig gefiedert. Die Fiederblättchen sind sitzend, länglich-lanzettlich, am Grund keilförmig verschmälert, an der Spitze stumpf und ganzrandig. Die Oberseite ist dunkelgrün, die Unterseite ist etwas heller und reichlich behaart.

### Generative Merkmale
Die Blüten befinden sich einzeln oder zu wenigen endständig an den beblätterten Zweigen. Der Blütenstiel ist behaart.
Im nördlichen Europa und in nördlichen Teilen Asiens ist der Fingerstrauch diözisch; dagegen haben die Vorkommen der Art in anderen Gebieten, so auch im südlichen Europa, in der Regel zwittrige Blüten.
Die Blüten sind radiärsymmetrisch. Der Blütenboden ist kegelförmig ausgebildet. Es ist ein zusätzlicher, schmal-lanzettlicher Außenkelch vorhanden. Die Kelchblätter sind bei einer Länge von 8 Millimetern breit-eiförmig. Die Kronblätter sind bis zu 12 Millimeter lang, rundlich, breiter als lang und am Grund plötzlich zusammengezogen. Die Oberseite ist goldgelb, die Unterseite mattgelb gefärbt. Es sind ungefähr 25 Staubblätter vorhanden.
Die zahlreichen Nüsschen sind meistens behaart.
Die Chromosomenzahl beträgt 2n = 14, 28 oder 42.

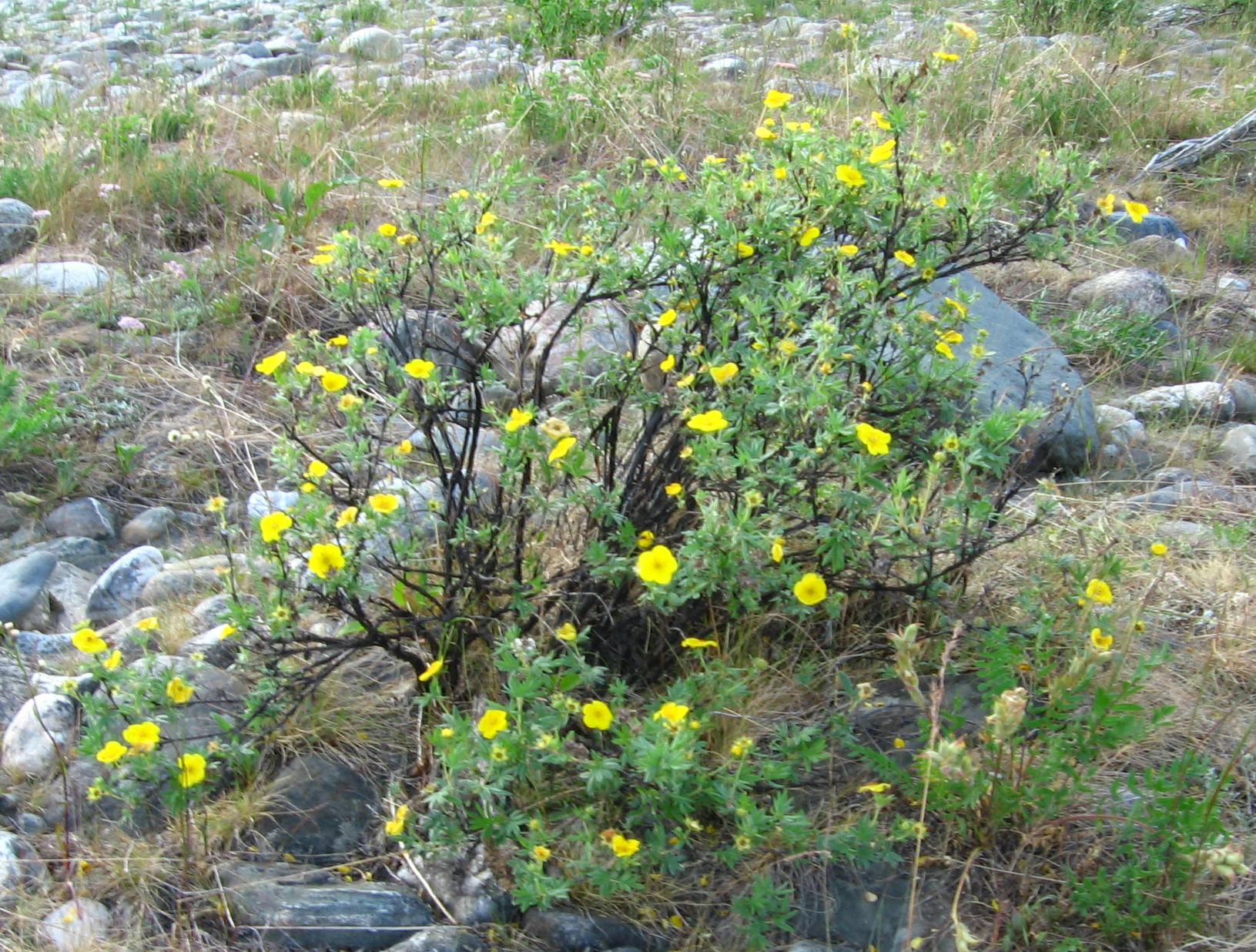
Habitus in Russland

## Vorkommen
Das weite, disjunkte Verbreitungsgebiet des Fingerstrauchs erstreckt sich von Spanien, Frankreich (Pyrenäen und Seealpen), Italien, Großbritannien, Irland, Schweden, Bulgarien, Estland, Lettland, Russland bis zum Kaukasusraum, Kasachstan, China, Japan, Sibirien bis zur Mongolei und umfasst auch Kanada und die Vereinigten Staaten. Dieses große zirkumpolare Gesamtareal bildet jedoch kein durchgängiges Verbreitungsgebiet. Aus der Lücke der natürlichen Verbreitung in Mitteleuropa sind nur wenige auf Verwilderung aus Anpflanzungen zurückgehende Vorkommen bekannt, beispielsweise aus Deutschland, Österreich, der Schweiz und Frankreich.
Die Vorkommen in den französischen Pyrenäen und Seealpen liegen in 800–2200 m Höhe in subalpinen und alpinen Niedermooren sowie an Bachufern, selten auch in mesophilen Rasen und auf Felsen. In China gedeiht der Fingerstrauch an Felsen in Wäldern, an Waldrändern und in Gebüschen, auf Gebirgswiesen und auf grasigen Berghängen in Höhenlagen von 400 bis 5000 Metern.

## Systematik
Je nach Autor werden von Dasiphora fruticosa mehrere Unterarten und Varietäten unterscheiden, z. B. die Unterarten:
- Dasiphora fruticosa (L.) Rydb. subsp. fruticosa: Sie kommt in Großbritannien, Irland, Estland, Lettland und Schweden vor, außerdem in Indien, Pakistan, Nepal und Bhutan und in den gemäßigten Gebieten Asiens.
- Dasiphora fruticosa (L.) Rydb. subsp. floribunda (Pursh) Kartesz: Sie kommt in Südeuropa, in Asien, in Kanada und in den Vereinigten Staaten vor.

## Nutzung
Der Fingerstrauch wird häufig als Zierpflanze in Gärten und Parkanlagen genutzt und ist stellenweise verwildert. Es gibt zahlreiche Kulturformen.